# الهنود في فنلندا
هناك مجتمع صغير من  الهنود في فنلندا يتألف بشكل رئيسي من  مواطنين فنلنديين من أصل هندي أو من أصول أجنبية وكذلك مغتربين من الهند.

## التاريخ
في بداية القرن الحادي والعشرين كان هناك حوالي 450 هنديًا في منطقة هلسنكي. في عام 2017 كانت فنلندا موطنًا لأكثر من 7000 هندي. غالبية الهنود يعيشون في العاصمة هلسنكي وحولها. ويعمل معظمهم في أنشطة تجارية مثل المطاعم والمتاجر التي تبيع الملابس والمنسوجات والمجوهرات الاصطناعية ومحلات البقالة ومواد الهدايا. انضم عدد من الشباب الهنود، وخاصة خبراء الكمبيوتر والاتصالات، في السنوات الأخيرة إلى شركات التكنولوجيا الفائقة الفنلندية مثل نوكيا.
هناك المئات من المهندسين الهنود الذين يعملون في فنلندا. وقد جاء الكثير منهم للعمل هناك للحصول على حياة ذات جودة عالية، كما أن راتبهم سيكون ضعف ما سيحصلون عليه في الهند على الرغم من أن الضرائب تضعف الفرق. في منشأة أبحاث نوكيا وحدها، هناك ما يقرب من 100 هندي يعملون هناك. وقد وظفت «ويبرو» حوالي 300 شخص في فنلندا، في حين أن شركة «تاتا» للخدمات الاستشارية المنافسة لها استغلت 600 شخص. جاء العديد من المهندسين مع أزواجهم وأطفالهم واستقروا بشكل دائم في فنلندا.
هناك أيضا عدد كبير من طلاب الدراسات العليا في الهند، سواء طلاب الماجستير والدكتوراه، في فنلندا وخاصة في منطقة هلسنكي. هم الأبرز في المجالات ذات الصلة بالتكنولوجيا.